# Gentry Lee
Bert Gentry Lee (New York City, 29 marzo 1942) è un ingegnere e scrittore statunitense.

## Biografia
Ha studiato alla University of Texas, dove si è laureato summa cum laude nel 1963, successivamente ha frequentato il Massachusetts Institute of Technology ottenendo un Master of Science nel 1964.
Dopo gli studi è entrato nella NASA lavorando al programma Viking tra il 1968 e il 1976, inizialmente come ingegnere e in seguito come direttore delle analisi scientifiche e infine come direttore della pianificazione delle missioni. Tra il 1977 e il 1988 è stato a capo del progetto Galileo e successivamente ha lavorato al Jet Propulsion Laboratory, il suo contributo è stato determinante per le missioni Mars Reconnaissance Orbiter, Spirit e Opportunity.
Tra il 1976 e il 1981 ha collaborato con Carl Sagan per la scrittura della trasmissione televisiva Cosmos.
A partire dal 1989 ha affiancato alla carriera scientifica il lavoro di scrittore di fantascienza. In questa veste ha pubblicato quattro romanzi in collaborazione con Arthur Clarke e altri tre titoli in solitaria.

## Riconoscimenti
- Medal for Exceptional Scientific Achievement della NASA nel 1976.
- Distinguished Service Medal della NASA nel 2005.
- Masursky Award della American Astronomical Society nel 2006.

## Opere
- Culla (Cradle, 1988), con Arthur C. Clarke, Milano, Rizzoli, 1989. ISBN 88-17-67273-4.
- Rama II (Rama II, 1989; con Arthur C. Clarke), Milano, Rizzoli, 1991. ISBN 88-17-67269-6.
- Il giardino di Rama (The Garden of Rama, 1991; con Arthur C. Clarke), Milano, Rizzoli, 1992. ISBN 88-17-67281-5.
- Il segreto di Rama (Rama Revealed, 1993 con Arthur C. Clarke) Urania Jumbo n. 43, Mondadori, 2016.
- Bright Messengers (1996)
- Double Full Moon Night (2000)
- Tranquility Wars (2001)